# Люккебюон
Люккебюон (швед. Lyckebyån) — річка на півдні Швеції. Довжина річки становить приблизно 100 км,   площа басейну за різними даними — 810 - 850 км².    На річці побудовано 8 ГЕС малої потужності. 